# 킬 더 메신저
《킬 더 메신저》(영어: Kill the Messenger)는 2014년 공개된 미국의 전기 범죄 스릴러 영화이다.

## 줄거리
1996년 새너제이 머큐리 뉴스 기자 게리 웨브에게 한 독자가 연락해 재판 중인 마약상 남자친구에게 사고로 대배심 증언 기록이 발송되었는데 여기에 미국 정부가 미국 내 코카인 판매를 지원한 증거가 있다고 알려준다. 취재 끝에 웨브는 중앙정보국(CIA)이 한 니카라과인 정보원의 미국 내 코카인 밀수를 지원했으며 이 수익이 콘트라 반군에게 돌아갔다는 결론을 내린다. 웨브의 보도는 큰 파장을 불러일으킨다. 하지만 역으로 웨브 본인이 취재 대상이 되면서 플레인 딜러에서 일하던 시절 불륜까지 파헤쳐지는데...

## 출연
- 제러미 레너 - 게리 웨브 역
- 로즈마리 디윗 - 수전 웨브 역
- 레이 리오타 - 존 컬런 역
- 팀 블레이크 넬슨 - 앨런 펜스터 역
- 배리 페퍼 - 러셀 도드슨 역
- 메리 엘리자베스 윈스테드 - 애나 사이먼스 역
- 파스 베가 - 코럴 바카 역
- 올리버 플랫 - 제롬 세포스 역
- 마이클 신 - 프레드 윌 역: 국가안전보장회의 직원.
- 리처드 시프 - 월터 핑커스 역
- 앤디 가르시아 - 노윈 메네시스 역: 오스카르 다닐로 블란돈의 동료.
- 로버트 패트릭 - 로니 퀘일 역
- 마이클 K. 윌리엄스 - "프리웨이" 릭 로스 역
- 제나 심스 - 리틀 호티 역
- 조슈아 클로스 - 리치 클라인 역
- 율 바스케스 - 오스카르 다닐로 블란돈 역
- 로버트 프랄고 - 넬슨 보안관 역
- 루커스 헤지스 - 이언 웨브 역
- 맷 린츠 - 에릭 웨브 역
- 길 벨로스
- 수전 월터스

## 기타 제작진
- 세트: 니콜 러블롱크
- 의상: 킴벌리 애덤스갤리건, 더그 홀